# Sisyrina nirvana
Sisyrina nirvana är en insektsart som beskrevs av Banks 1939. Sisyrina nirvana ingår i släktet Sisyrina och familjen svampdjurssländor. Inga underarter finns listade i Catalogue of Life.